# 藍方石
藍方石（らんぽうせき、藍宝石、haüyne、hauynite、アウイン、アウイナイト）は、ケイ酸塩、硫酸塩、塩化物からなるケイ酸塩鉱物。特徴的な青色の宝石で稀少石。化学式 は Na3Ca(Al3Si3O12)(SO4)。ラピスラズリの主成分である。
方ソーダ石グループの準長石で、等軸晶系、透明、ガラス質、 典型的な双晶 (Crystal twinning) で、様々な色合い（青、白、灰、黄、 緑、ピンク）を見せる。モース硬度は5.5から6、比重は2.4から2.5。
藍方石は、1807年に ヴェスヴィオ山のソンマ山 (Mount Somma) において最初に記述された。名前はフランスの結晶学者ルネ＝ジュスト・アユイに因む。様々な地域の不完全な火成岩に現れる。

## 宝石
高品質の藍方石の単体鉱物の産地は、ドイツの一部地域のみに限定されており、産出量が少ないことから大規模な採掘はされていない。大半が0.1CT程度であり、1CT程の藍方石であっても大型である。
輝きがあり鮮やかな瑠璃色を呈色する宝石は数が少ない上、美しい透明感があることから、屈指の稀少性と相まって、高い人気を誇っている。

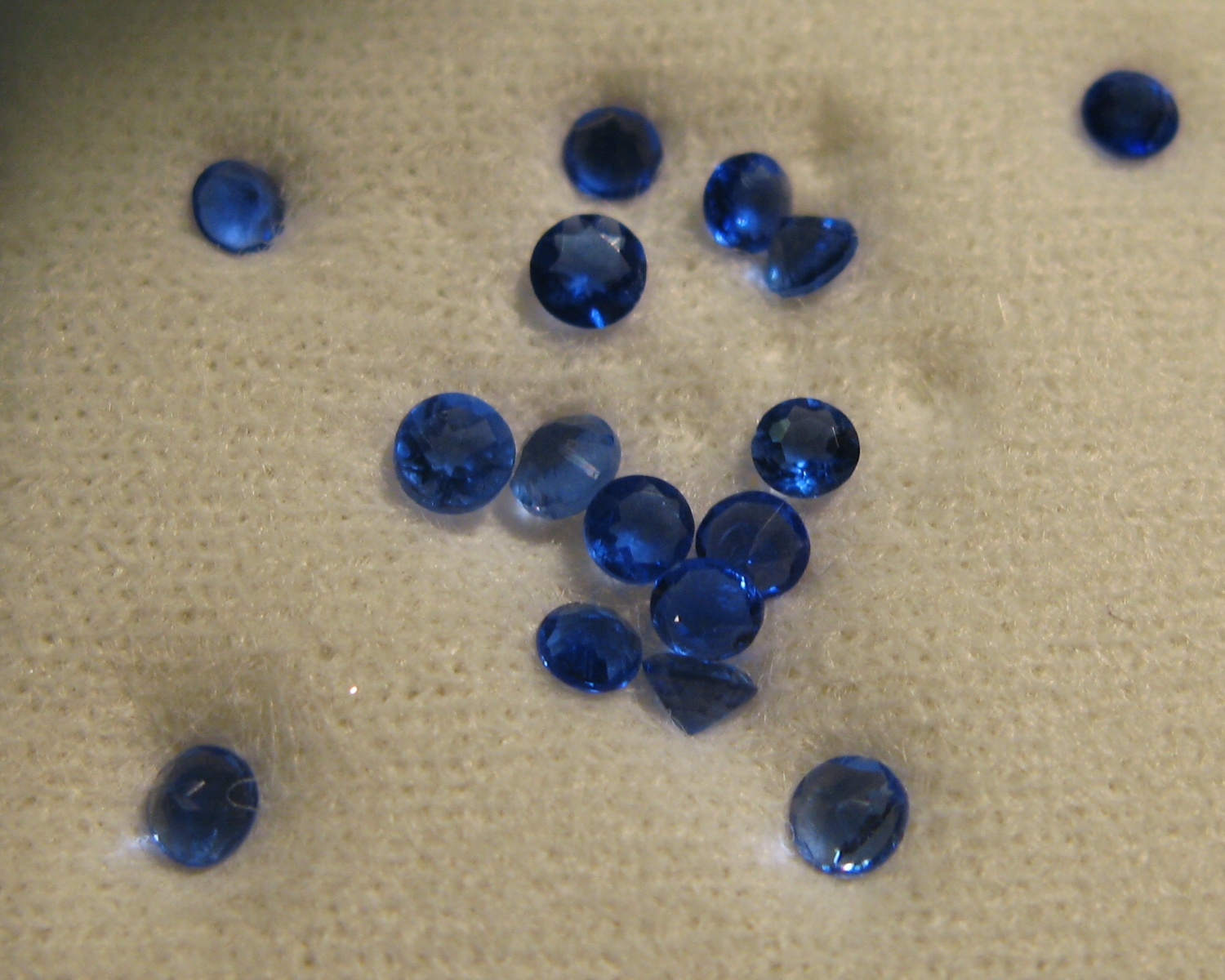
藍方石